# A Tokyo Siren
A Tokyo Siren er en amerikansk stumfilm fra 1920 af Norman Dawn.

## Medvirkende
- Tsuru Aoki som Asuti Hishuri
- Jack Livingston som Dr. Niblock
- Goro Kino som Hakami
- Toyo Fujita som Hishuri
- Arthur Jasmine som Ito
- Peggy Pearce som Ethel
- Florence Hart som Amelia Niblock
- Frederick Vroom som Mr. Chandler
- Dorothy Hipp som Matsu